# Juvenes Translatores
Juvenes Translatores (latinsko za »mladi prevajalci«) je srednješolsko tekmovanje v prevajanju, ki ga od leta 2007 vsako leto organizira Generalni direktorat za prevajanje Evropske komisije. Običajno tekmovanje poteka med 10.00 in 12.00 (po srednjeevropskem času).

## Cilji
Tekmovanje Juvenes Translatores je nastalo z namenom:
- spodbujanja učenja jezikov
- spodbujanja večjezičnosti
- promocije prevajalskega poklica

Organizatorji želijo s tekmovanjem mlade Evropejce ozavestiti o uporabnosti znanja tujih jezikov. Obenem poudarjajo pomembnost učenja čim več različnih jezikov, saj nam večjezičnost olajša komunikacijo s pripadniki drugih narodov, hkrati pa tudi izboljša razumevanje njihove kulture. Prav tako je cilj tekmovanja spodbujanje mladih k odločanju za prevajalski poklic, ki je v Evropi čedalje bolj iskan.

## Pravila tekmovanja
Tekmovanje Juvenes Translatores poteka enkrat letno, sodelovanje pa je omogočeno vsem dijakom, ki so oz. bodo tistega leta dopolnili 17 let. Vsaka šola ima pravico do prijave največ petih dijakov, število sodelujočih šol iz posamezne države članice pa je odvisno od števila sedežev, ki jih ta država zaseda v Evropskem parlamentu. Največje skupno možno število sodelujočih šol je 751.
Naloga tekmovalcev je, da prevedejo eno stran dolgo besedilo, pri čemer lahko izbirajo med 552 jezikovnimi kombinacijami, sestavljenimi iz 24 uradnih jezikov Evropske Unije. Pomagajo si lahko s slovarji, medtem ko je uporaba kakršnihkoli elektronskih naprav prepovedana.
| Država članica EU | Število šol, ki lahko sodelujejo |
| ----------------- | -------------------------------- |
| Avstrija          | 18                               |
| Belgija           | 21                               |
| Bolgarija         | 17                               |
| Ciper             | 6                                |
| Češka             | 21                               |
| Danska            | 13                               |
| Estonija          | 6                                |
| Finska            | 13                               |
| Francija          | 74                               |
| Hrvaška           | 11                               |
| Nemčija           | 96                               |
| Grčija            | 21                               |
| Irska             | 11                               |
| Italija           | 73                               |
| Latvija           | 8                                |
| Litva             | 11                               |
| Luksemburg        | 6                                |
| Madžarska         | 21                               |
| Malta             | 6                                |
| Nizozemska        | 26                               |
| Poljska           | 51                               |
| Portugalska       | 21                               |
| Romunija          | 32                               |
| Slovenija         | 8                                |
| Slovaška          | 13                               |
| Španija           | 54                               |
| Švedska           | 20                               |
| Velika Britanija  | 73                               |
| Skupaj            | 751                              |

V primeru, da se iz posamezne države prijavi preveč šol, se sodelujoče šole izbere naključno. Prevode po končanem tekmovanju pregledajo in ocenijo prevajalci, zaposleni na Generalnem direktoratu za prevajanje, ki nato tudi izberejo po en zmagovalni prevod iz vsake države. Podelitev nagrad za zmagovalce iz vseh 28 držav EU poteka v Bruslju.

## Koledar tekmovanja
| 1. september – 20. oktober | Sprejemanje prijav na spletni strani Juvenes Translatores |
| Konec oktobra              | Izbor sodelujočih šol |
| Konec novembra             | Na izbranih šolah poteka tekmovanje – dijaki iz cele Evrope pišejo prevode ob istem času, nadzorujejo jih njihovi profesorji                                                                   |
| December/januar            | Prevajalci Generalnega direktorata za prevajanje ocenijo prispele prevode in izberejo po enega zmagovalca iz vsake sodelujoče države                                                           |
| Pomlad                     | Vseh 27 zmagovalcev (po en iz vsake države članice EU) se udeleži podelitvene slovesnosti v Bruslju, kjer jih sprejme evropski komisar za izobraževanje, kulturo, večjezičnost, mlade in šport |